# Río Pampas
El río Pampas es un afluente del río Apurímac que discurre de norte a sur a través del departamento de Ayacucho en el Sur del Perú. La longitud del río es de 424,07 kilómetros.
Las aguas del río Pampas tiene origen en la laguna Choclococha. Tiene como afluente los ríos Challhuamayo,
Arma y Palmitos.
Tiene su origen en Huancavelica que luego fluye hacia los territorios de Ayacucho principalmente por las Provincias de Victor Fajardo, Cangallo y Vilcas Huaman y por último al Apurímac y culmina con la desembocadura en el río Apurímac.